# Радіаторний терморегулятор

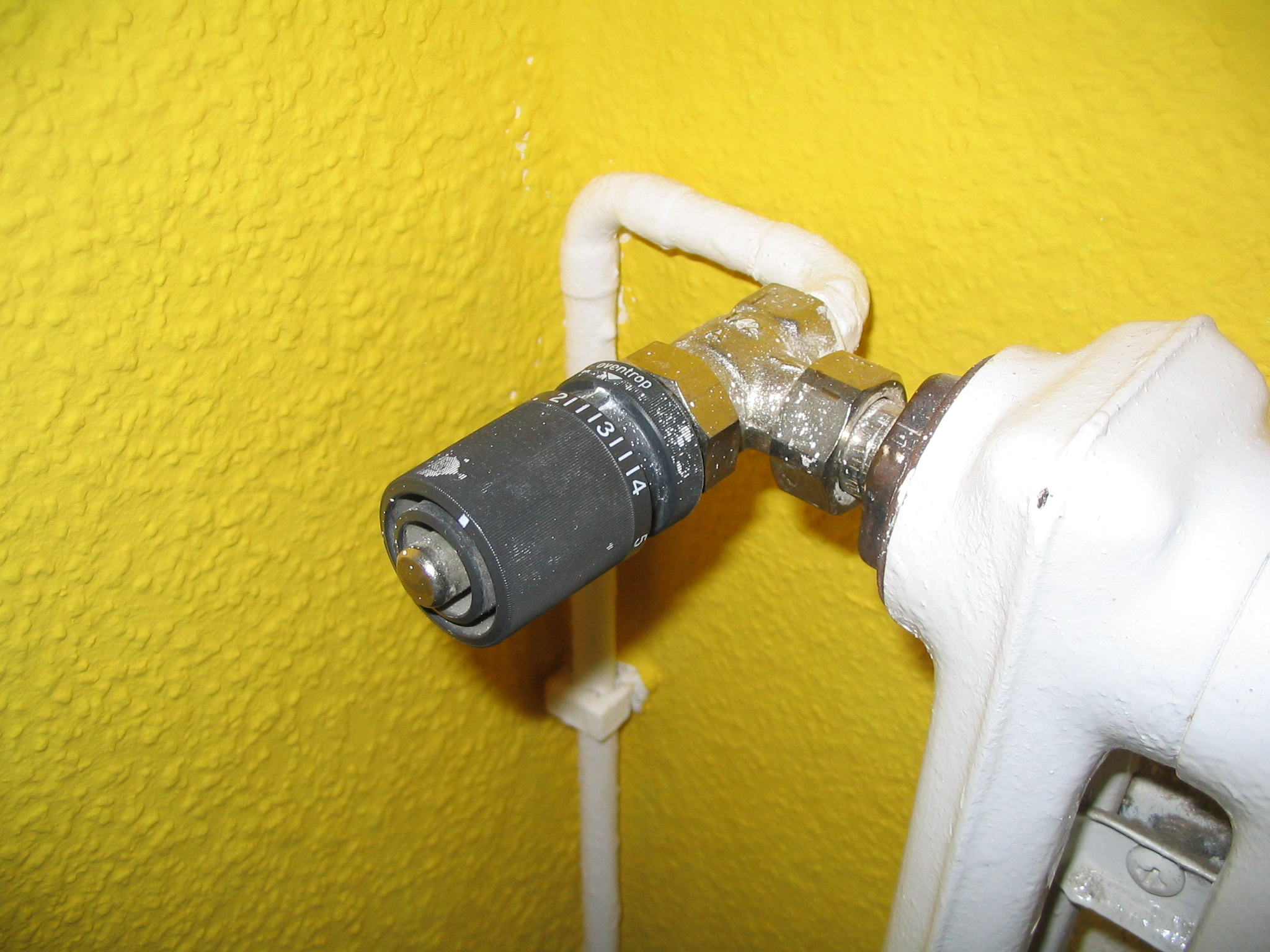

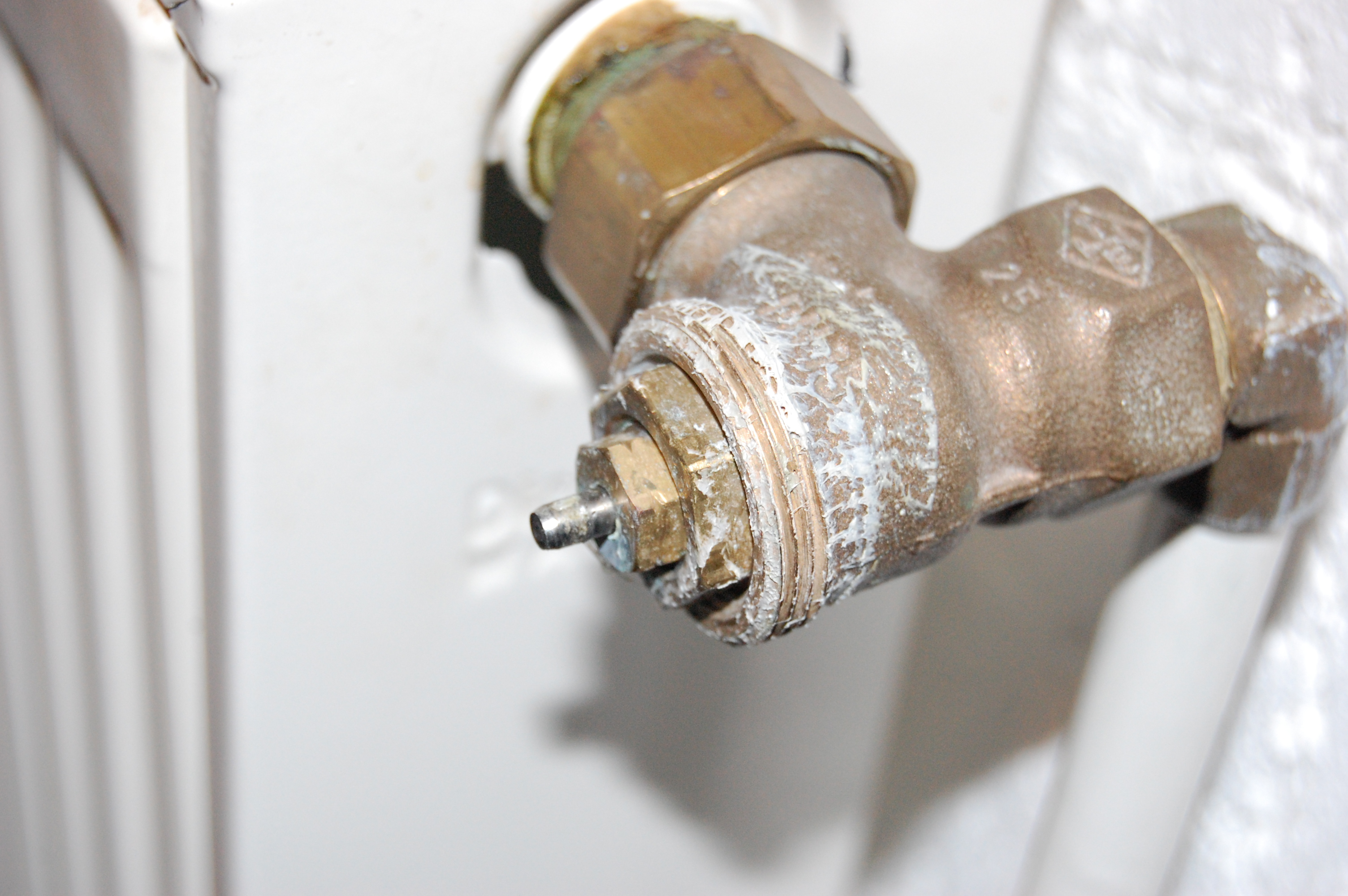

Радіаторний терморегулятор (термостат) — це автоматичний прилад, призначений для підтримки заданої температури повітря в приміщенні. Він може встановлюватися як в квартирах з центральним опаленням, так і в котеджах з індивідуальною системою обігріву, а також у будь-яких інших приміщеннях незалежно від року спорудження будівлі.
Призначення цього пристрою — підтримувати в приміщенні комфортну температуру, задану господарем, позбавивши його від зайвого клопоту. Терморегулятор встановлюють на трубу, що подає теплоносій у радіатор. Реагуючи на зміни температури повітря в приміщенні, він регулює потік гарячої води, що проходить через радіатор. Тим самим зменшується чи збільшується кількість тепла, що віддається опалювальним приладом.
Принцип роботи заснований на властивості речовин збільшувати свій об'єм при нагріванні і зменшувати його при охолодженні. Усередині сучасного терморегулятора, а точніше — у маленькій запаяній колбі з гофрованими стінками, яку називають сильфоном, знаходиться чутлива до температури речовина (це може бути парафін, рідина або газ). Вона реагує на будь-які зміни температури повітря в кімнаті. Якщо температура стає нижче тієї, що встановлена на шкалі, обсяг речовини зменшується, а сам сильфон, схожий на гармошку, стискається і переміщує шток клапана, збільшуючи кількість гарячої води яка проходить крізь радіатор. При цьому температура повітря в приміщенні підвищується. І навпаки, коли температура повітря в приміщенні стає вище заданої, речовина в сильфоні збільшується в об'ємі, переміщаючи шток клапана в іншу сторону. У радіатор починає надходити менше води і температура в кімнаті знижується.
Радіаторний терморегулятор легко встановлюється на опалювальний прилад будь-якого типу, і вручну можна вибирати оптимальний температурний режим не тільки для всієї квартири, а й для кожної кімнати окремо.